# Sosna hakowata
Sosna hakowata (Pinus mugo subsp. uncinata (Ramond) Domin) – drzewo iglaste, podgatunek kosodrzewiny z rodzaju sosna (Pinus), należący do rodziny sosnowatych (Pinaceae). Pierwotny areał sosny hakowatej to Pireneje i Alpy Zachodnie. W Polsce występuje w Karpatach, Sudetach (rezerwat "Torfowisko pod Zieleńcem" w Górach Bystrzyckich, oraz w Górach Stołowych), a także w rezerwacie "Torfowisko pod Węglińcem" w Borach Dolnośląskich.

## Morfologia
PokrójZmienny, nieregularny, często stożkowaty z długimi dolnymi gałęziami.
PieńOsiąga wysokość od kilku do 20 m.
LiścieSztywne, ciemnozielone igły, zebrane po 2 na krótkopędach, o długości 4–5 cm.
SzyszkiSzyszki męskie podłużne, cylindryczne, o długości 10 mm, zebrane w grona przy końcach gałązek. Dojrzałe szyszki żeńskie są niesymetryczne, lekko zakrzywione, o długości 3–5 cm (2,5–6 cm), brązowe. Tarczki wypukłe z wyraźnym wyrostkiem, hakowato odgięte ku nasadzie. Nasiona czarne, o długości 3–4 mm, opatrzone skrzydełkiem o długości 7–12 mm.

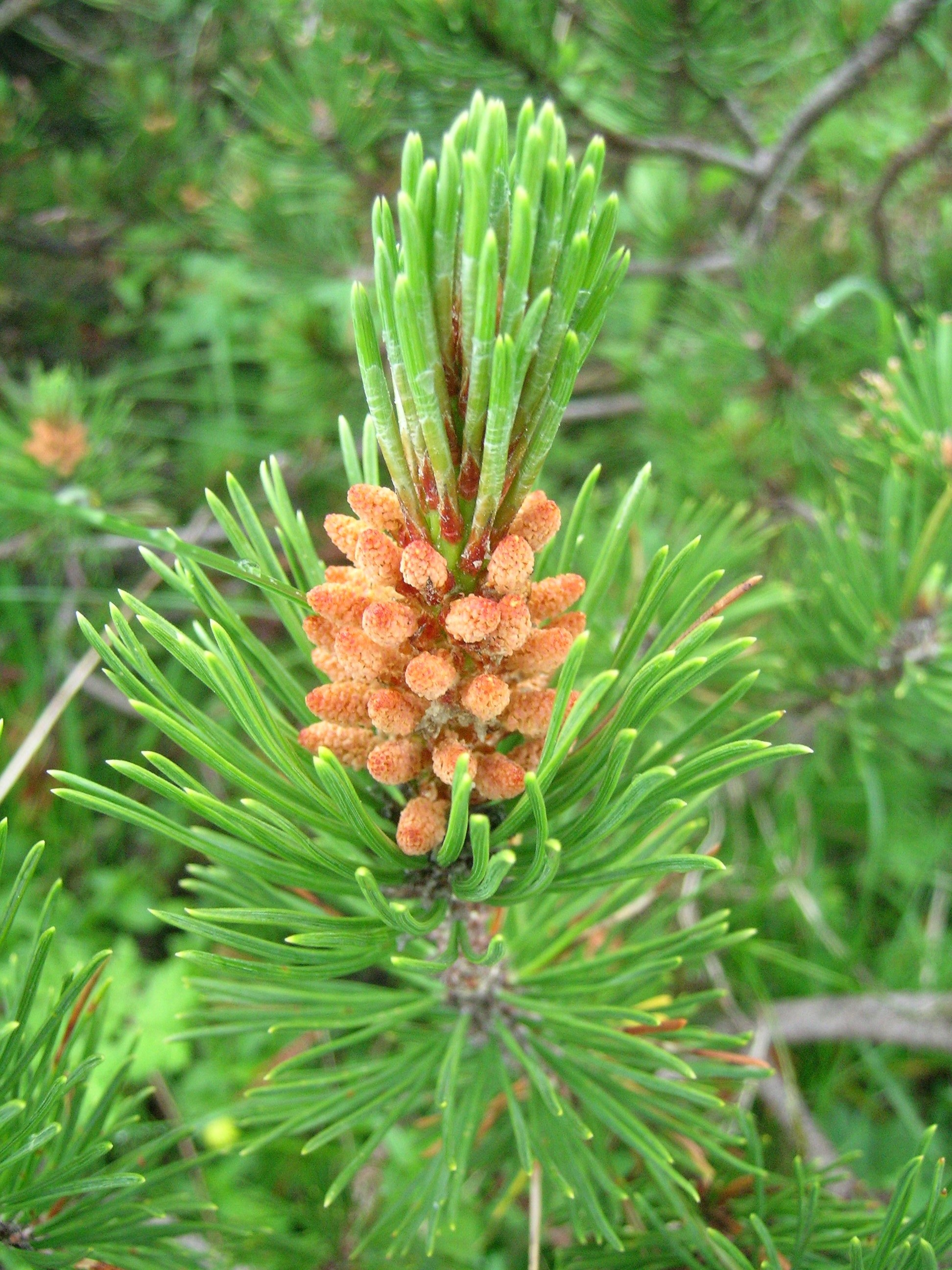
Gałązka, szyszki męskie
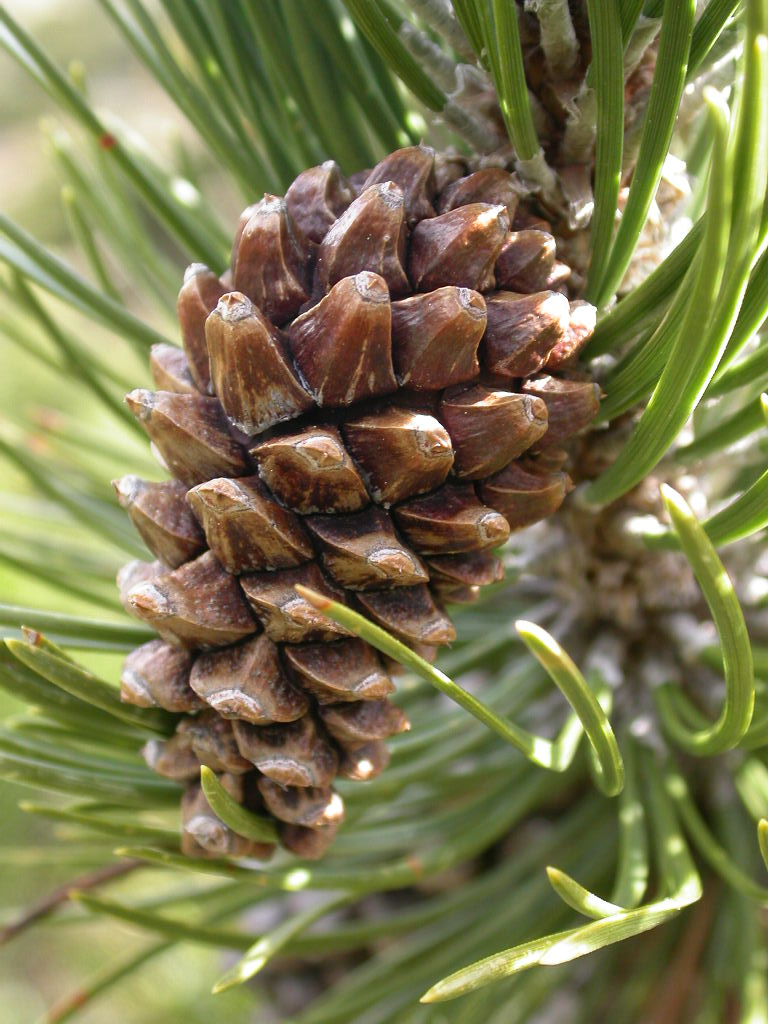
Szyszka nasienna
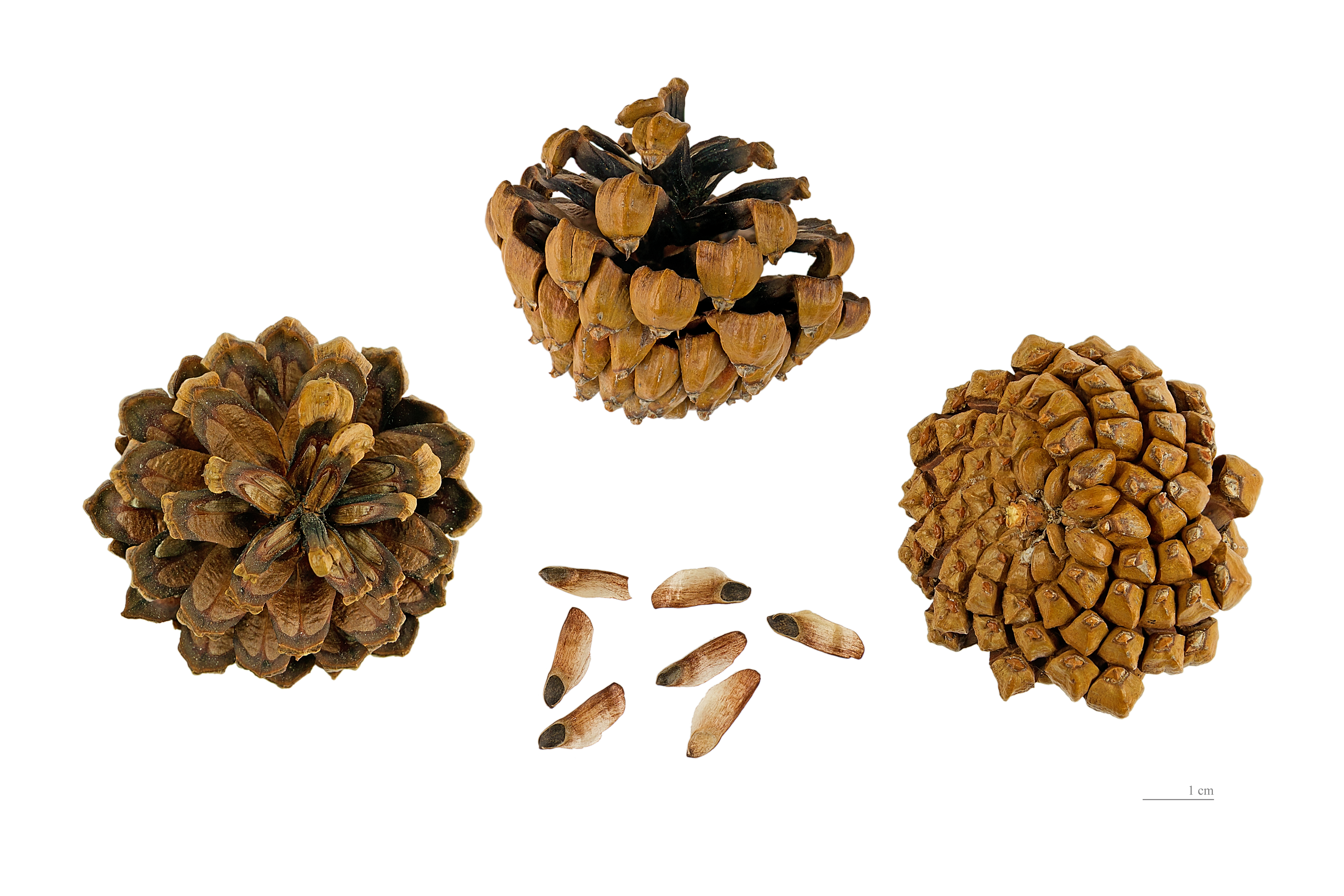
Szyszki i nasiona

## Biologia i ekologia
Igły pozostają na drzewie średnio przez 4-9 lat. Gatunek przeważnie jednopienny, czasem zdarzają się osobniki wytwarzające tylko szyszki męskie lub żeńskie. Pylenie zachodzi od maja do lipca. Szyszki nasienne dojrzewają od września do października, 15–17 miesięcy po zapyleniu. Otwierają się wkrótce potem lub wiosną następnego roku.
Porasta tereny podmokłe, w Polsce głównie torfowiska wysokie i przejściowe. Występuje głównie w Pirenejach i zachodnich Alpach, na wysokościach 1000–2300 m n.p.m. Jedyne stanowisko nizinne tej sosny (190 m n.p.m.) to rezerwat "Torfowisko pod Węglińcem". Odporna na mrozy, wymaga dużej wilgotności powietrza.

## Systematyka i zmienność
Synonimy: Pinus uncinata Ramond ex De Candolle, P. mugo var. rostrata (Antoine) Hoopes.
Pozycja podgatunku w obrębie rodzaju Pinus:
- podrodzaj Pinus
  - sekcja Pinus
    - podsekcja Pinus
      - gatunek P. mugo
        - podgatunek P. mugo subsp. uncinata

Sosna ta uważana jest czasem za odrębny gatunek, blisko spokrewniony z kosodrzewiną. 

## Zagrożenia i ochrona
Jako podgatunek kosodrzewiny sosna hakowata jest objęta ochroną ścisłą na terenie Polski. Zagrożeniem dla gatunku było wypalanie kosówki pod pastwiska. Obecnie gatunek nie jest zagrożony.

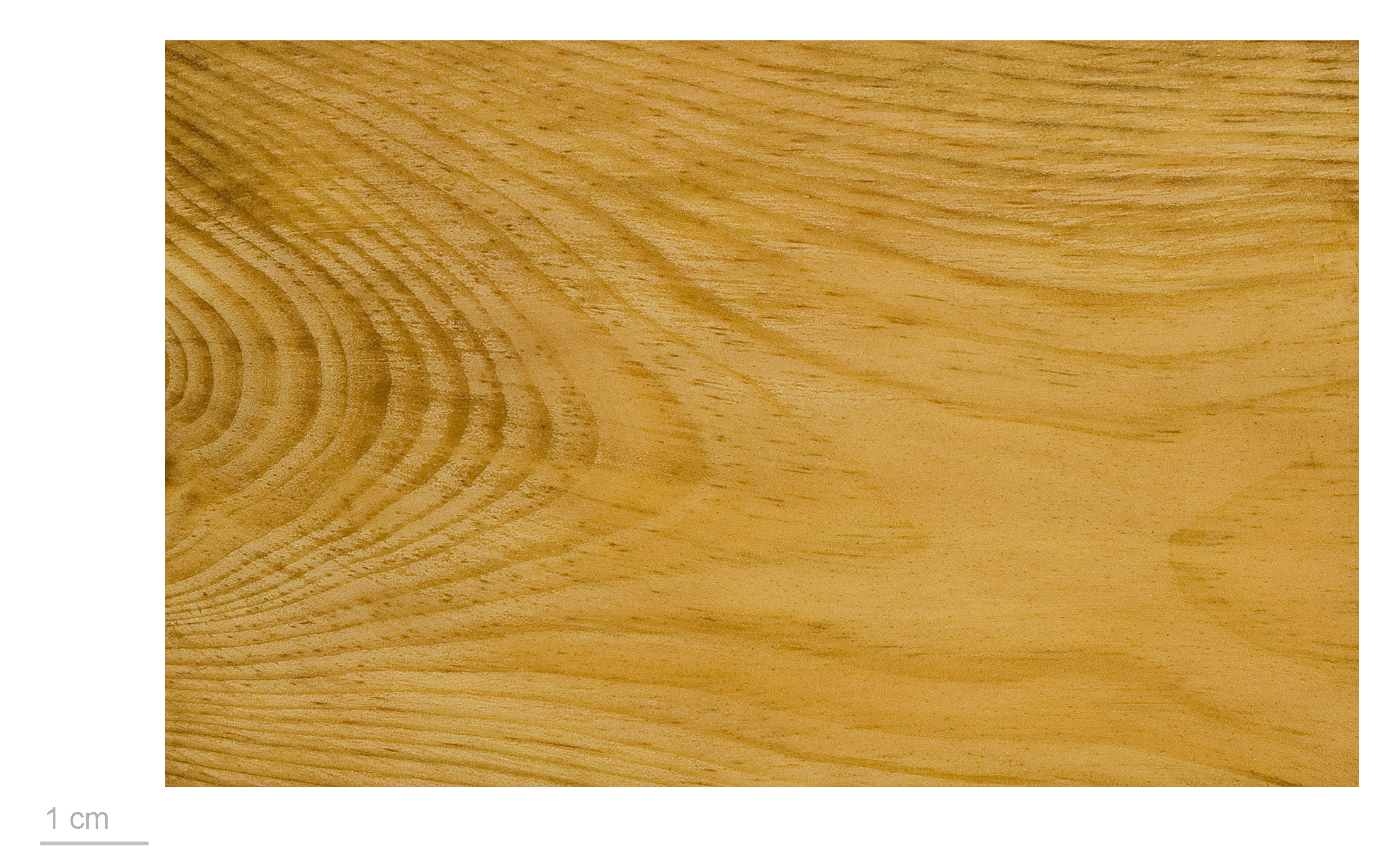
Drewno sosny hakowatej

## Zastosowanie
Drzewo ozdobne. Wyhodowano szereg odmian ogrodowych:
- 'Compacta' – odmiana silnie karłowa, ciemne i krótkie igły.
- 'Echiniformis' – odmiana wolno rosnąca o szmaragdowym zabarwieniu igieł, sztywnych i stosunkowo długich.
- 'Fructata'
- 'Grune Welle'
- 'Hexe' – karłowa odmiana, o kulistym pokroju.